# E2F6
E2F6 (англ. E2F transcription factor 6) – білок, який кодується однойменним геном, розташованим у людей на 2-й хромосомі. Довжина поліпептидного ланцюга білка становить 281 амінокислот, а молекулярна маса — 31 844.
| 10         |  | 20         |  | 30         |  | 40         |  | 50         |
| ---------- |  | ---------- |  | ---------- |  | ---------- |  | ---------- |
| MSQQRPARKL |  | PSLLLDPTEE |  | TVRRRCRDPI |  | NVEGLLPSKI |  | RINLEDNVQY |
| VSMRKALKVK |  | RPRFDVSLVY |  | LTRKFMDLVR |  | SAPGGILDLN |  | KVATKLGVRK |
| RRVYDITNVL |  | DGIDLVEKKS |  | KNHIRWIGSD |  | LSNFGAVPQQ |  | KKLQEELSDL |
| SAMEDALDEL |  | IKDCAQQLFE |  | LTDDKENERL |  | AYVTYQDIHS |  | IQAFHEQIVI |
| AVKAPAETRL |  | DVPAPREDSI |  | TVHIRSTNGP |  | IDVYLCEVEQ |  | GQTSNKRSEG |
| VGTSSSESTH |  | PEGPEEEENP |  | QQSEELLEVS |  | N          |  |            |

A: Аланін

C: Цистеїн

D: Аспарагінова кислота

E: Глутамінова кислота

F: Фенілаланін

G: Гліцин

H: Гістидин

I: Ізолейцин

K: Лізин

L: Лейцин

M: Метіонін

N: Аспарагін

P: Пролін

Q: Глутамін

R: Аргінін

S: Серин

T: Треонін

V: Валін

W: Триптофан

Кодований геном білок за функцією належить до репресорів. 
Задіяний у таких біологічних процесах, як транскрипція, регуляція транскрипції, клітинний цикл, альтернативний сплайсинг. 
Білок має сайт для зв'язування з ДНК. 
Локалізований у ядрі.